# Gagea peduncularis
Gagea peduncularis là một loài thực vật có hoa trong họ Liliaceae. Loài này được (C.Presl) Pascher miêu tả khoa học đầu tiên năm 1904.